# Хилвју (Кентаки)
Хилвју (енгл. Hillview) град је у америчкој савезној држави Кентаки.

## Демографија
По попису из 2010. године број становника је 8.172, што је 1.135 (16,1%) становника више него 2000. године.
| Група             | 2000.         | 2010.         |
| Белци             | 6.852 (97,4%) | 7.726 (94,5%) |
| Афроамериканци    | 26 (0,4%)     | 92 (1,1%)     |
| Азијати           | 20 (0,3%)     | 62 (0,8%)     |
| Хиспаноамериканци | 49 (0,7%)     | 161 (2,0%)    |
| Укупно            | 7.037         | 8.172         |